# Półpierścień
Półpierścień – struktura algebraiczna podobna do pierścienia, która jednak nie musi być grupą względem dodawania. Oznacza to, że elementy półpierścienia nie muszą mieć elementu przeciwnego do siebie.

## Definicja
Półpierścień jest to zbiór R z ustalonymi działaniami + i · nazywanymi odpowiednio dodawaniem i mnożeniem, spełniającymi:
1. {\displaystyle (R,+)} jest półgrupą przemienną z elementem neutralnym 0:
  1. {\displaystyle (a+b)+c=a+(b+c)}
  2. {\displaystyle 0+a=a+0=a}
  3. {\displaystyle a+b=b+a}
2. {\displaystyle (R,\cdot )} jest półgrupą z elementem neutralnym 1:
  1. {\displaystyle (a\cdot b)\cdot c=a\cdot (b\cdot c)}
  2. {\displaystyle 1\cdot a=a\cdot 1=a}
3. Mnożenie jest rozdzielne względem dodawania:
  1. {\displaystyle a\cdot (b+c)=(a\cdot b)+(a\cdot c)}
  2. {\displaystyle (a+b)\cdot c=(a\cdot c)+(b\cdot c)}
4. Mnożenie elementów R przez 0 daje 0:
  1. {\displaystyle 0\cdot a=a\cdot 0=0}

Ostatni z powyższych aksjomatów jest pomijany w definicji pierścienia, ponieważ wynika z wcześniejszych aksjomatów pierścienia. Tutaj jednak jest on niezbędny.
Półpierścień jest więc przemienną półgrupą względem dodawanie i niekoniecznie przemienną półgrupą względem mnożenia. W szczególności elementy w półpierścieniu nie muszą mieć elementów przeciwnych.
Symbol mnożenia ( · ) jest zwykle pomijany w zapisie. Przykładowo:  a·b może być zapisane jako ab. Stosowana jest też kolejność wykonywania działań, według której mnożenie ( · ) wykonywane jest przed dodawaniem (+).
Półpierścień przemienny jest to półpierścień, w którym mnożenie jest przemienne. Półpierścień idempotentny jest to półpierścień, w którym  dodawanie jest idempotentne (czyli a+a=a).